# Phrynoidis
Phrynoidis é um género de anfíbios da família Bufonidae. Está distribuído por Mianmar, Tailândia, Malásia, Samatra, Bornéu, Java, Vietname, presumivelmente também no Cambodja e Laos.

## Espécies
- Phrynoidis asper (Gravenhorst, 1829)
- Phrynoidis juxtasper (Inger, 1964)